# Коржинек, Леонид Геннадьевич
Леонид Геннадьевич Коржинек (род. 24 ноября 1957, пос. Оловянная, Читинская область) — российский государственный деятель, бывший заместитель Генерального прокурора Российской Федерации. Заслуженный юрист Российской Федерации (2009).

## Биография
Родился 24 ноября 1957 года в пос. Оловянная. В 1985 году окончил Иркутский государственный университет им. А.А. Жданова по специальности «правоведение».
- С 1975 года работал учителем физкультуры в Степнинской средней школе.
- 1975—1977 — проходил срочную службу в Вооружённых силах Советского Союза.
- 1978—1979 — электромонтёр на Забайкальском заводе подъемно-транспортного оборудования.
- С 1986—1998 — помощник, старший помощник Ангарского прокурора, Казачинско-Ленского прокурора, прокурора Иркутской области.
- 1998—2006 — первый заместитель прокурора Иркутской области.
- 2006—2016 — первый заместитель прокурора Краснодарского края, прокурор Краснодарского края.
- 2016—2020 — Заместитель Генерального прокурора РФ.

## Критика
В ноябре 2010 года Новая газета  опубликовала документы из материалов уголовного дела против лидера банды Цапков Сергея Цапка. Из документов следует, что задолго до скандального убийства в станице Кущёвской прокурор Краснодарского края Леонид Коржинек способствовал закрытию уголовного дела против лидера банды за избиение полицейского.
В декабре 2015 года «Фонд борьбы с коррупцией» Алексея Навального опубликовал фильм «Чайка», в котором рассказал о деятельности приближённых к генеральному прокурору Российской Федерации Юрию Чайке лиц, включая его близких родственников и родственников его подчинённых. Одним из фигурантов расследования стал Леонид Коржинек.
В марте 2020 года издание «Протокол» выпустило статью, в которой рассказало о родственных связях бывшего заместителя прокурора Краснодарского края.

## Семья
Леонид Коржинек женат. Супруга — Надежда Константиновна Коржинек. Имеет двух дочерей: старшая — Евгения Коржинек, судья Арбитражного суда Северо-Казвказского округа, замужем за бывшим прокурором Кировского района Иркутской области, транспортным прокурором города Краснодара, ныне судьёй Октябрьского районного суда города Краснодара Андреем Суровым. Младшая дочь Леонида Коржинека — Анна Коржинек, работает в прокуратуре Центрального округа города Краснодара.

## Награды и звания
- Благодарность Президента Российской Федерации (30 декабря 2019) — за заслуги в укреплении законности и правопорядка, многолетнюю добросовестную службу[5]
- Орден Александра Невского (26 декабря 2017) — за заслуги в укреплении законности, защите прав и интересов граждан, многолетнюю добросовестную работу[6]
- Заслуженный юрист Республики Адыгея (13 января 2015) — за заслуги в укреплении законности и правопорядка
- Орден Почёта (15 ноября 2013) — за активную законотворческую деятельность, заслуги в укреплении законности, защите прав и интересов граждан и многолетнюю добросовестную работу[7]
- Заслуженный юрист Российской Федерации (30 декабря 2009) — за заслуги в укреплении законности и правопорядка и многолетнюю плодотворную работу[8]
- Почётный работник прокуратуры Российской Федерации
- Награждён нагрудным знаком «За безупречную службу»
- Государственный советник юстиции 1 класса
- Медаль «Герой труда Кубани» (14 марта 2014) — за большой личный вклад в укрепление законности и правопорядка на территории Краснодарского края и подготовку проведения XXII Олимпийских зимних игр и XI Паралимпийских зимних игр в городе Сочи